# Гехт, Ирина Альфредовна

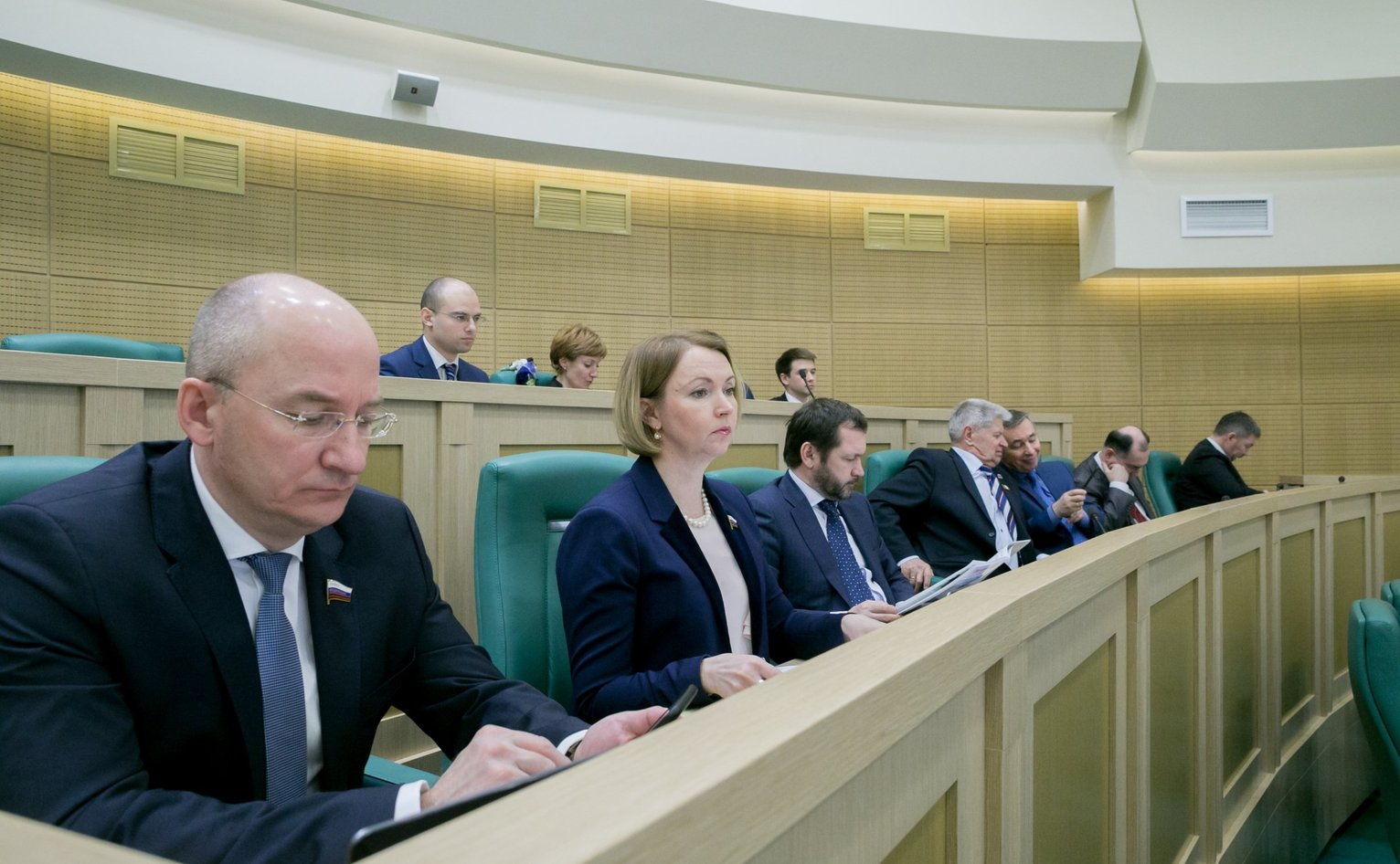
На заседании Совета Федерации Федерального собрания Российской Федерации.

Ирина Альфредовна Гехт (род. 30 ноября 1969, Щучье, Курганская область) — российский государственный деятель. Временно исполняющая обязанности губернатора Ненецкого автономного округа с 18 марта 2025 года.
Заместитель председателя Комитета Совета Федерации по аграрно-продовольственной политике и природопользованию (2014—2019), член Комитета Совета Федерации по социальной политике, представитель от исполнительного органа государственной власти Челябинской области (2014—2019). Член Президиума Челябинского регионального политического совета партии «Единая Россия».
С 8 мая 2024 года по 15 января 2025 года — председатель оккупационного правительства захваченной Российской Федерацией части Запорожской области.
С января по март 2025 года — заместитель полномочного представителя Президента Российской Федерации в Северо-Западном федеральном округе.
Кандидат педагогических наук, доцент кафедры «Социальная работа» Челябинского государственного университета.
Является одной из двух женщин среди глав субъектов Российской Федерации (наряду с временно исполняющей обязанности губернатора Еврейской автономной области Марией Костюк).

## Биография
Ирина Альфредовна Гехт родилась 30 ноября 1969 года в городе Щучье Щучанского района Курганской области, в семье инженера Альфреда Оттовича Гехта.
В 1980-е годы семья Гехт переехала на постоянное место жительство в город Радужный (Ханты-Мансийский автономный округ), где в 1987 году Ирина Гехт окончила школу с золотой медалью, чемпионкой города по бальным танцам.
После школы поступила в Челябинский государственный университет (ЧелГУ) на исторический факультет. Специализировалась на истории КПСС. В 1992 году окончила исторический факультет Челябинского государственного университета и там же поступила в аспирантуру. В марте 1995 года родила сына. В 1998 году окончила аспирантуру этого же университета. Позднее заинтересовалась историей Оренбургского казачьего войска, собрала материалы и готовила докторскую.
В 2001 году прошла курсы повышения квалификации по направлению «Государственное и муниципальное управление». Получила классный чин «действительный государственный советник Челябинской области 3 класса».
В 2003 году вошла в общественный совет при комитете по социальной политике Законодательного собрания Челябинской области. Директор автономной некоммерческой организации «Центр „Гражданская инициатива“». Член Совета женского общественного движения Челябинской области.
В 2005 году в России начался процесс формирования общественной палаты РФ и региональных общественных палат. В октябре 2005 года в Челябинской области был принят закон о создании нового консультативно-совещательного органа — общественной палаты. В апреле 2006 года палата Челябинской области была сформирована. В её состав вошли 57 человек — представителей общественных организаций. Первых 19 членов палаты утвердил губернатор, затем они определились с кандидатурами ещё 19 членов, третьим этапом 38 членов назначили ещё 19 членов. Ирина Гехт вошла в состав во втором этапе, в марте 2006 года, как директор автономного некоммерческого объединения Центр «гражданская инициатива». Возглавил палату Вячеслав Скворцов.
В 2008 году переизбрана в Общественную палату Челябинской области. В 2009 году заняла пост заместителя председателя общественной палаты Челябинской области.
В начале 2009 года была выдвинута партией «Справедливая Россия: Родина/Пенсионеры/Жизнь» кандидатом на выборах в Челябинскую городскую думу 4 созыва по округу № 36 в Центральном районе Челябинска. На состоявшихся 1 марта 2009 года выборах заняла второе место (33,15 % голосов), уступив Александру Вышегородцеву от «Единой России» (38,16 % голосов). На тот момент работала старшим преподавателем кафедры социальной работы Челябинского государственного университета. После выборов заявляла о нарушениях и намеревалась оспорить итоги голосования в суде.
В декабре 2009 года в Южно-Уральском государственном университете защитила диссертацию на соискание степени кандидата педагогических наук «Формирование профессионально-ценностных ориентаций будущих специалистов социальной работы в вузе».
27 апреля 2010 года на первом заседании нового состава Общественной палаты Челябинской области, состоявшимся в резиденции губернатора Михаил Юревича, Ирина Гехт была избрана заместителем председателя палаты с курированием социальной сферы. На тот момент продолжала работать старшим преподавателем кафедры социальной работы ЧелГУ.

### В правительстве Челябинской области
22 апреля 2010 года в Челябинской области вступил в должность новый губернатор Михаил Юревич. Он начал формировать областное правительство. 28 апреля 2010 года Ирина Гехт назначена первым заместителем министра социальных отношений Челябинской области. Министром социальных отношений Юревич переназначил Надежду Гартман.
1 февраля 2011 года Ирина Гехт назначена министром социальных отношений Челябинской области. Сменила на этой должности Надежду Гартман.
С 19 ноября 2012 года работала заместителем губернатора Челябинской области Михаила Юревич по социальным вопросам.
13 мая 2013 года Ирина Гехт повышена до заместителя председателя правительства Челябинской области по социальным вопросам.
В январе 2014 года губернатор Михаил Юревич досрочно ушёл в отставку, а его сменил Борис Дубровский в статусе врио до выборов в сентябре 2014 года. Областное правительство работало в прежнем составе до вступления в должность избранного губернатора. В июле 2014 года при выдвижении в губернаторы Дубровский («Единая Россия») представил в избирком три кандидатуры своих протеже в Совет Федерации, среди них была Ирина Гехт.

### Совет Федерации
После избрания губернатором Челябинской области, Борис Дубровский назначил 24 сентября 2014 года Ирину Гехт членом Совета Федерации от правительства Челябинской области.
В Совете Федерации она сначала, в октябре 2014 года, стала членом комитета по социальной политике, но в том же месяце заняла должность заместителя председателя комитета по аграрно-продовольственной политике и природопользованию (председатель Г. А. Горбунов).
С 2018 года член экспертного совета Департамента образования города Москвы.
Член Президиума Челябинского Регионального Политического Совета партии «Единая Россия».
В 2018 году выступила одним из авторов законодательной инициативы о внесении изменений в статью 8.5 «Сокрытие или искажение экологической информации» кодекса РФ об административных правонарушениях об увеличении штрафов для физических лиц за недостоверную экологическую информацию ровно в 100 раз, с 500—1000 руб. до 50-100 тыс. руб. Причём речь идёт не о соцсетях и комментариях на форумах, а об устных высказываниях на мероприятиях. По мнению авторов законодательной инициативы, экологические активисты сегодня — это экстремисты, намеренно расшатывающие устои. По словам Ирины Гехт, на экологических митингах граждан намеренно запугивают массовым ростом онкозаболеваний и прочими ужасами. А стоят, мол, за этим некие псевдоэкологические НКО, которые преследуют политические цели.
В октябре 2018 года Ирина Гехт выступила с поддержкой выдвижения губернатора Челябинской области Бориса Дубровского на второй срок.

### Возвращение в правительство Челябинской области
19 марта 2019 года губернатор Челябинской области Борис Дубровский досрочно ушёл в отставку, а его сменил Алексей Текслер в статусе врио до выборов в сентябре 2019 года. 9 июля 2019 года Ирина Гехт подала заявление о сложении полномочии сенатора и переходе на работу в администрацию Челябинской области. 10 июля 2019 года досрочно прекращены полномочия Гехт в Совете Федерации.
С 11 июля 2019 года — первый заместитель губернатора Челябинской области в социальной сфере (образование, культура, медицина, спорт, социальная работа), на которую назначена временно исполняющим обязанности губернатора области Алексеем Леонидовичем Текслером.
На состоявшихся 8 сентября 2019 года выборах Алексей Текслер был избран губернатором Челябинской области, 20 сентября вступил в должность, а 21 сентября назначил Ирину Гехт первым заместителем губернатора Челябинской области.

### Работа в Запорожье и Северо-Западном федеральном округе
С 8 мая 2024 по 15 января 2025 года занимала должность председателя оккупационного правительства захваченной РФ части Запорожской области.
С января по март 2025 года — заместитель полномочного представителя президента РФ в Северо-Западном федеральном округе Александра Гуцан.

### Губернаторство в НАО
18 марта 2025 года указом президента России назначена временно исполняющей обязанности губернатора Ненецкого автономного округа.

## Награды
- Заслуженный работник высшей школы Российской Федерации
- Медаль «За заслуги в проведении Всероссийской переписи населения»[37]
- Медаль «За содружество во имя спасения», МЧС России
- Памятная юбилейная медаль «100 лет со дня учреждения Государственной думы в России»
- Медаль 20 лет Совета Федерации
- Знак отличия «За заслуги перед Челябинской областью»
- Медаль «За заслуги перед Челябинской областью» II степени (7 мая 2024)
- Благодарственное письмо Президента Российской Федерации
- Благодарность Правительства Российской Федерации
- Почётная грамота Председателя Совета Федерации Федерального Собрания Российской Федерации
- Благодарность Председателя Совета Федерации Федерального Собрания Российской Федерации
- Почётная грамота Министерства социальных отношений Челябинской области
- Грамота Председателя Комитета Государственной думы по безопасности — за вклад в законотворческую деятельность по противодействию коррупции
- Грамота Патриаршего центра духовного развития детей и молодежи Русской православной церкви.
- Нагрудный знак «За заслуги» II степени (Челябинское региональное отделение Всероссийского общества глухих)[38]

## Критика
В рамках городского конфликта, связанного с незаконной вырубкой деревьев в границах памятника природы регионального значения Челябинского городского бора, председатель Челябинского регионального отделения партии «Яблоко» Ярослав Щербаков указал на конфликт интересов, связанный с тем, что компания, выигравшая тендер на вырубку бора и строительство хирургического корпуса (объекта конфликта), связана с сыном Ирины Гехт — Марком Андреевичем Гехтом.

## Семья
Отец работал инженером, а мать специалистом по строительству.
Бабушка и дед Ирины Гехт — поволжские немцы, преподаватели Саратовского университета, после начала Великой Отечественной войны были высланы из Саратова, бабушка с отцом Ирины Гехт в Казахстан, а дед, Отто Христианович, оказался в Челябинске.
Муж Андрей Некипелов (род. 31 января 1969 года), проректор Челябинского государственного университета.
Сын Марк Гехт (род. 4 марта 1995 года), окончил Московский государственный институт международных отношений (МГИМО), работает в Федеральном государственном бюджетном учреждении «Аналитический центр Минсельхоза России».
Дочь Галина Гехт (род. 12 сентября 2000 года). 